# Giaura sceptica
Giaura sceptica är en fjärilsart som beskrevs av Swinhoe 1885. Giaura sceptica ingår i släktet Giaura och familjen trågspinnare. Inga underarter finns listade i Catalogue of Life.